# Кабанка (приток Пресни)
Каба́нка — малая река в России, в центре Москвы, левый приток реки Пресни, полностью заключена в коллектор. Вытекала из Патриарших прудов, находившихся на месте Трёхпрудного переулка, проходила по Ермолаевскому переулку, затем пересекала Большую Садовую улицу вблизи улицы Красина и впадала в реку Пресню чуть выше реки Бубна. В старых источниках нередко можно встретить название ещё одного притока Пресни — Кабаниха. Действительно ли это другой приток либо же речь идёт о той же самой Кабанке, только с видоизменённым названием, однозначно сказать сложно.